# Edward Witten
Edward Witten, född 26 augusti 1951 Baltimore i Maryland, är en framstående amerikansk matematisk fysiker och strängteoretiker. Han blev 1990 den förste fysiker som tilldelades Fieldsmedaljen, ”matematikens Nobelpris”. Han är för tillfället verksam som professor vid IAS, Institute for Advanced Study, vid Princeton University.
Han är en av världens främsta forskare inom strängteori, där han är upphovsmannen till M-teori, ett par teorier som försöker sammanfoga kvantfysiken och den allmänna relativitetsteorin. Han kallas ibland för "vår tids Einstein", vars professur han också innehar vid Princeton.
I intervjuer har han bland annat sagt att matematiken och fysiken under 1800-talet var mycket nära förknippade, men under 1900-talet har matematiken blivit allt mer abstrakt och rört sig bort från fysiken. Men, menar Witten, med den pånyttfödda utvecklingen av strängteorin har det visat sig att mycket abstrakt matematik, till synes utan koppling till fysiken, är tillämpbar och har fått praktisk användning. För att beskriva de nya fysikaliska teorierna, som strängteorin, har det också visat sig att det nuvarande matematiska språket är förlegat. Witten har lämnat flera bidrag till såväl nytt matematiskt språk som framsteg inom kvantfältteori och kvantgravitation.

## Utmärkelser
2008 tilldelades Witten Crafoordpriset.
Asteroiden 11349 Witten är uppkallad efter honom.